# Grubizna

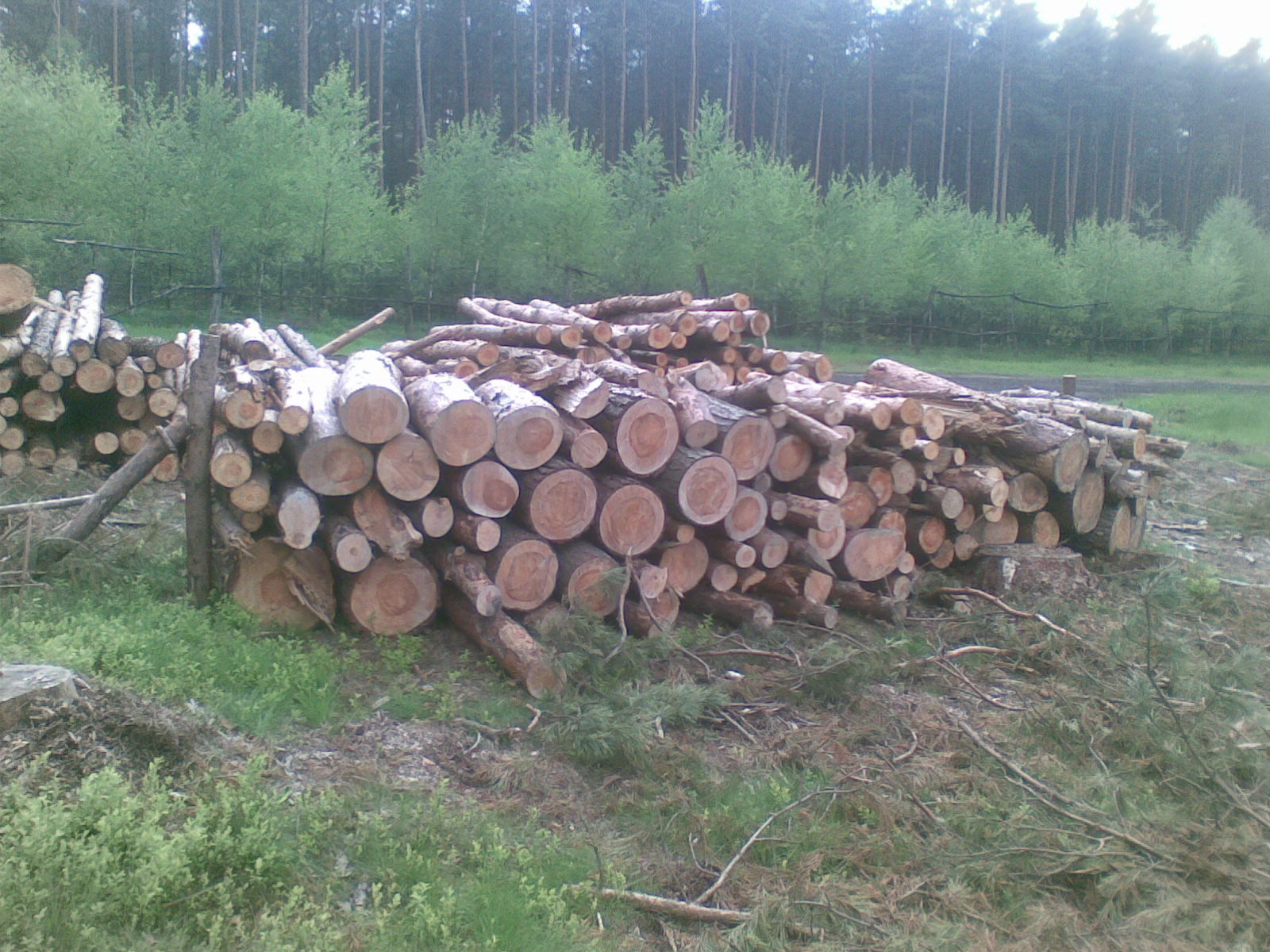
Grubizna

Grubizna – drewno okrągłe posiadające w cieńszym końcu średnicę co najmniej 7 cm w korze lub 5 cm bez kory.
Grube drewno w korze nazywa się grubizną brutto, a bez kory grubizną netto.
Według klasyfikacji jakościowo-wymiarowej (KJW) drewna, grubizna dzieli się na:
- drewno wielkowymiarowe
- drewno średniowymiarowe

(Analogicznie drobnicę dzieli się na drewno małowymiarowe i rozdrobnione.)